# 明代橋
明代橋（みょうだいばし）は、愛知県岡崎市の中心部に位置する乙川に架かる愛知県道477号東大見岡崎線（通称：モダン道路）の橋梁である。

## 概要
周辺には岡崎城を有する岡崎公園、名鉄名古屋本線 東岡崎駅、殿橋（1927年（昭和2年）7月竣工）がある。毎年3 - 4月に開催される桜まつりは明代橋と殿橋の付近で行われる。
隣接する殿橋とともに昭和初期の竣工時から当時の意匠をほぼ残し、現在に至るまで現役で存在している。

## 歴史

### 旧橋
- 1916年（大正5年） - 当時「明大寺橋」と呼ばれた橋が架けられた[1]。
- 1920年（大正9年）11月2日 - 橋の架け替え工事が完成[2]。木造ハウ式構橋（トラス）板橋で橋長114 m、幅員3.6 mであった。
- 1932年（昭和7年）7月 - 豪雨により流失。

### 現在の橋
- 1937年（昭和12年）
  - 7月 - 竣工。
  - 9月10日 - 渡橋式[3]。
- 1944年（昭和19年）12月7日 - 「昭和東南海地震」発生。被災はなかった。
- 1945年（昭和20年）
  - 1月13日 - 「三河地震」発生。被災はなかった。
  - 7月20日 - 岡崎市街地を襲った空襲にも耐え、多くの市民が橋の下に逃げた。
- 1968年（昭和43年） - 橋の両側に歩道が拡幅された。
- 1977年（昭和52年） - 耐震化工事が行われた。
- 1993年（平成5年） - 景観に配慮した修景工事が行われた。
- 2016年（平成28年）5月24日 - 夜間ライトアップが開始。
- 2022年（令和4年）
  - 3月3日 - ロシアのウクライナ侵攻を受け、岡崎市は犠牲者への追悼の意を示すため、明代橋と殿橋をウクライナの国旗と同じ青と黄色にライトアップした[4]。
  - 7月7日 - 同年夏の電力需給が厳しい状況にあるとして、市は、節電のため公共施設の消灯を開始。明代橋と殿橋のライトアップもその中に含まれた。実施期間は9月30日までの予定[5]。

- 明代橋と東岡崎駅周辺の地図
- 明代橋の渡橋式（1937年）
- ウクライナの国旗と同じ青と黄色にライトアップされた明代橋

## 明代橋にまつわるエピソード
- 名称の由来は不明。
- 竣工当時親柱上にすずらん灯が設置されていたが現在はない。
- 左岸上流側に尾崎士郎の下宿先があった。

## 上流と下流の橋
- （上流←） 御用橋
- 乙川大橋
- 竹橋
- 吹矢橋
- 明代橋
- 桜城橋（2020年3月22日開通）[6]
- 殿橋
- 潜水橋
- 名鉄橋梁
- 明神橋 （→下流）